# Passiflora sandrae
Passiflora sandrae är en passionsblomsväxtart som beskrevs av J.M.Macdougal. Passiflora sandrae ingår i släktet passionsblommor, och familjen passionsblomsväxter. Inga underarter finns listade i Catalogue of Life.